# Punta Muret
La Punta Muret (detta anche Punta Midi - 2.210 m s.l.m.) è una montagna della Catena Bucie-Grand Queyron-Orsiera posta nelle Alpi Cozie. Si trova tra la val Chisone e la val Germanasca.

## Caratteristiche
La montagna costituisce la prima elevazione importante della dorsale che separa la val Chisone, nello specifico il vallone di Bourcet e il vallone di Garnier, dalla tributaria val Germanasca. Essa si trova sul confine tra i comuni di Roreto Chisone e Perrero.

## Salita alla vetta
Per salire sulla vetta si può partire dalla frazione Peyrone di Perrero (1.420 m). Si continua per la strada sterrata che conduce all'Alpe Muret. Prima di arrivare all'alpe ci si sposta sul sentiero che conduce al col Clapier (2.009 m), per pendii soleggiati. Dal colle si risale la facile cresta ovest. 
In alternativa è possibile da Peyrone raggiungere il boscoso colle della Buffa (1.685 m), sullo spartiacque con la val Chisone, e di lì proseguire nel vasto lariceto sempre in direzione del col Clapier.
Sulla vetta della montagna è presente una croce di legno incastonata dentro un grosso ometto di pietre.